# カツ入れ
カツ入れ（かついれ、活入れ、喝入れ）とは、自作パソコンユーザが行うチューニング作業の一つ。

## 概要
電子部品に対し、定格電圧以上の電圧を与えることにより、オーバークロックされたマシンの性能向上や安定性向上を追求するのが目的である。
現在は「電圧を盛る」という言い方をすることもある。

## カツ入れの対象
- CPU
- メモリ
- ビデオカード(具体的にはその中にあるGPUとVRAM)
- 冷却ファン[1]

## 作業の意図
簡単に言えば定格電圧1.350Vの所を1.450V（+0.100V)に設定する等の行為を指す。本来、ボードや部品を安定動作させるためには、必要な電流を安定して供給することが最大の解決策である。確実な手段は、電源ユニットを、容量に十分余裕があるものに交換し、配線に気をつけることであり、電圧のカツ入れは、本来は最後の手段のはずである。しかしながら、コストダウンのために安い（すなわち、性能の低い）コンデンサなどの受動部品が使われていることが多いため、各種カツ入れが有効な場合が多いことも、また事実である。
さらに、これらの部品を本来のクロック周波数以上で動かそうとした場合（いわゆるオーバークロック）、定格電圧ではうまく動作しないことがある。その場合、定格電圧より少し高めの電圧を与えれば解決することがある。CMOS半導体内部に組み込まれている多数のトランジスタは、加える電圧が高いほどスイッチング速度が向上するからである。
また、オーバークロックを行うと、電流の急激な変動などによる電圧降下が発生しやすくなる。特に、コンデンサの質が悪い（性能、特に直列等価抵抗 (ESR) が大きい、容量が小さい、メーカーに信頼がおけない、など）場合には電圧降下を起こしやすく、電圧のあり/なしを1/0として動作しているコンピュータにとっては、供給される電圧の降下は、動作不良に直結しやすい。電圧を上げることにより、こうした動作不良も回避できる可能性がある。
オーバークロックを行うということは、所定よりも多く電流を消費するということである。よって、電源ユニットの出力に余裕がない場合には、セット全体が動作不安定に陥る。電圧と電流の関係は、水圧と水流の関係に例えると分かりやすい。水圧が高いほど水流は激しくなるが、その勢いを保つためには、水の貯蔵に余裕をもたせる必要がある。350mlの容器よりは、500mlの容器の方が、水流が激しくなっても安定しやすい。

## 危険性
トランジスタのスイッチングに使われた電気エネルギーは、ほとんどが熱エネルギーに変換される。すなわち熱損失となる。オーバークロックを行った場合には、CPUだけでなく、周辺回路にも損失が増え、負荷が増大する。また、オーバークロックを行わずにカツ入れだけを行った場合でも、各部品に供給される電流の不足が意図通り補われるため、結果的に消費エネルギーは増える。これらの原因により、通常の使用よりも過剰な熱が発生し、トラブルの原因になる。一般に熱暴走と呼ばれるような軽度なダメージであれば、定格電圧に戻すことで元通り使える。しかし、ダメージが大きい場合、半導体の内部が損傷し、回復不可能な状態になることがある。
したがって、カツ入れを行う場合、下記の条件を満たしてから行うのが望ましい。
- 故障させても生活や仕事に悪影響のないマシンで行うこと
- 作業の結果が悪くてもその責任を自分で負えること
- カツ入れ対象部品に対して十分な熱対策ができていること
- 出力する電力が良質で、余裕のある電源ユニットを用いること

## カツ入れの方法

### ハードウェア改造によるカツ入れ
この方法は、CPUに応じて様々な電圧設定が可能なIntel 486世代以前から行われつづけている職人芸的で、リスクの高い方法である。それゆえ見事な成果を出せた場合、同好の者から絶賛される。ただし、電気・電子・電気通信開発技術者から軽蔑されることになる。

本来の電圧供給ラインを乗っ取る、または補強する形で高い電圧を与える回路に接続するもので、プリント基板の回路を改変したり、俗に「下駄」と呼ばれるソケットの一種を部品に装着し、その下駄に対して高い電圧を供給させたりするものである。
プリント基板の回路改変には、何段階かの手段がある。

### グランドの強化
電流をたくさん使用するからには、それに応えられるだけのグランド（GND）の強化が必要となる。特に古いPCにおいては、現在のような多層プリント基板を使用していなかったため、グランドプレーンが存在しない2層基板のものさえ存在した。このような場合には、グランドの強化、すなわちグランドピンを電源ソケットのグランドピンまで、別のワイヤーでジャンパするという手法が極めて有効であった。しかし、電気電子に詳しい人以外には、あまり顧みられなかった方法でもある。

### バイパスコンデンサの強化
CPUなどの半導体部品は、ずっと同じ電流を使い続けるのではなく、必要に応じて消費電流が変動する。この電流変化に対応し、部品の出力波形を安定させるためには、電源ピンの近くにコンデンサを置くことが極めて望ましい。これをバイパスコンデンサと呼び、略してパスコンと通称する。電流のタンクと考えると分かりやすい。以前は性能の良いコンデンサが少なかったため、タンタルコンデンサを多用するケースがあった。しかしこれはショートモードで故障するコンデンサであり、極性を間違えて電源を投入すると、青や紫の炎とともに異臭を発して破裂する。最悪の場合は破片が飛び散ったり、基板がえぐれたりする。さらに厄介なことに、普通の電解コンデンサではマイナス極性の方にマーキングがしてあるが、普通のタンタルコンデンサはプラスの方にマーキングがしてある（このため、本末転倒ではあるが、逆挿対策のフューズ入りタンタルコンデンサが発売された。裏を返せば、そこまでタンタルコンデンサを使い続けるということは、特性が良かったということになる）。
後にOSコンのような、電解液によるイオン電導ではなく電子電導を行う固体高分子コンデンサが出現したため、このあたりの状況は一変した。これらのコンデンサは、容量が同じならサイズが大きくなるが、電解コンデンサと比べESRが劇的に改善されているため、必ずしも同じ容量のものを使う必要はない。それ以前に、マザーボードの設計者がどこまで真剣に容量を検討したかが疑問である。このコンデンサに関する手法は、特に安くて質の悪いコンデンサが付いているマザーボードの場合、現在でも十分通用する方法である。余談だが、OSコンは逆電圧にも強い。

### 電源の別供給
セット（PC）に最初から付いている電源ユニットでは容量に不安がある、という場合には、電源ユニットを交換してしまうか、別の電源を用意して供給するか、低い電圧を高い電圧から三端子レギュレータなどで作り直す（例：12Vから5V）といった方法がある。電源線のうち、特に電流を必要とする部分のパターンをプリント基板上で切断し（パターンカット）、緑色（最近では赤・青・黒など）のソルダーレジスト（被膜）を削り、別の電源ユニットからの配線をはんだ付けするという豪快な方法もある。むろん、共通グランドにしなければ故障に直結する。なお、三端子レギュレータを利用してDC/DCコンバートを行うと、回路は小さくまとまるが、効率が低い上に発熱が大きい。さらに、たとえば2A必要な回路に7805（1A）などを使うと、完全に電力不足となるので、慎重な部品選定が必要である。

### 上記の方法を組み合わせる
より高い効果が得られる。ただし、電源ユニットのコンデンサだけは話が別で、直流部以外のコンデンサをむやみに変えると特性が変化してしまい、発振して使い物にならなくなる。であるから、信頼のおける大容量電源ユニットを購入し、電源ユニット自体は改造しない方が安全である。
「下駄」は、本来はソケット実装されていた部品をアップグレードする際に、足りない部品を組み込むための手法であり、改修や改良、または設計ミスをフィックスするためのものであった。しかし、PCにおいてはアクセラレータという形で下駄実装を行うことが多く見られた。特に、ピン互換でないLSIを交換する際にはよく見られた手法である。ヨーロッパでは、AMIGA 500のMC68000を抜き取り、MC68040アクセラレータボードを挿すというものすらあった。電源供給用の下駄としては、電源の強化のため、三端子レギュレータと大容量コンデンサを搭載して、外から引いてきた12Vを利用し、5Vを作るものもあった。
これらの方法は、正確で安定な電圧を出力する電源ユニットを持っているか、LM317などとボリュームを併用するなどの工夫を行えば、非常に細かい単位で電圧を調整できる利点がある。その反面、ハードウェアを改造する段階で失敗すれば、その時点でほぼ間違いなく故障する。仮に改造に成功しても、部品から見ればあまりにも強引な手法で高い電圧を送り込まれることになり、部品が耐えられずに壊れてしまうことがある。ダイオードやコンデンサなどの部品を上手に使用していない改造であれば、なおさらその危険性は高まる。なお、本来「定格」という言葉は、その部品が耐えられる電圧（や性能諸元）を指し、データシートの定格の欄も、その前提で読まなければならない。
この方法を実施するには相応の装置・工具・知識・技術が必要であり、オーバークロックの記事に見られる「カジュアルなオーバークロック」を楽しむユーザにとっては、非常にハードルが高い。
ベンチマークの試合においては、この方法でカツ入れされたマシンは出場資格がなくなるか、一般的なチューニングを施されたマシンとは別のカテゴリにして競技するような規制（レギュレーション）が設けられる。
ハードウェア改造によるカツ入れの中で、実施が容易で比較的リスクが小さく、ある程度の数量がさばける見込みのある場合は、「カツ入れキット」と称される部品が販売される。カツ入れキットの中には、通常+12Vで動作する冷却ファンに高い電圧を与え、モーターの回転数を上昇させ冷却能力を改善するといった、半導体を対象としない製品も存在している。しかし、この方法は電力損失もモーターへの負荷も大きいので、同じ電圧でより高回転のファンに換装するか、より高い電圧（24Vや100V）のファンを使用するか、あるいはファンをもう一基増設すると望ましい。

### マザーボードの電圧設定機能を用いたカツ入れ
Intel 486世代以降の汎用的なマザーボードの場合、多種のCPUに対応させるため、供給電圧を変更できる機能が備わっている。ジャンパピンの差し替えやディップスイッチの選択により、何通りかの電圧を得ることができる。その設定方法はマザーボードの説明書に詳しく記載されているため、その組み合わせの中から希望するものを見つけて、その通りに操作すればよい。
しかし、この方法はいちいちマザーボードの表面にある部品を操作せねばならず頻繁な設定変更は面倒である。さらに、部品の組み合わせには限りがあり細かな電圧調整はできない。
年を追うごとにCPUの品種や定格電圧の指定が複雑になってきた結果、1999年～2000年ごろからはこの設定機能が廃止され、後述のBIOSによる電圧設定に取って代わられた。

### ソフトウェアによるカツ入れ
多種多様なCPUに適切な電圧供給を行うには、先述のジャンパピン等での設定では組み合わせが不足となった。それを代替するべく、BIOSの設定画面に電圧設定の項目を設け、そこで適切な電圧を選べるようになった。

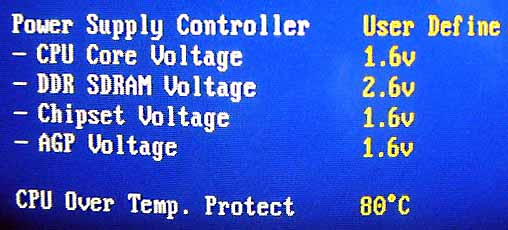
ABIT NF7-Sマザーボード BIOS画面でカツ入れ設定中

これはカツ入れを気軽に行いたいユーザにとって非常に好都合な機能として認識された。マザーボードによっては0.05ボルトごとの細かな設定を可能とするものも存在し、マザーボードの製造会社や販売店でもこの機能をアピールしている。
また、CPU以外のメモリやチップセット、AGPバスなどへの供給電圧の変更も可能となっている製品があり、さらに柔軟なカツ入れができるようになった。
ビデオカードでも、それに搭載されているGPUやメモリの性能要求が高まってきたため、これらの供給電圧(とクロック周波数)を変更できる機能を持った製品が市販されている。このような製品ではCPUやメインメモリを定格で使って、ビデオカードだけカツ入れして使うこともできるため、さらに設定の自由度が拡大する。
Windows上で動作するブースト支援ソフトをマザーボードの付属品として同梱しているものもあり、オーバークロック設定、冷却ファンと温度の管理、カツ入れを統合してコントロールできるようになっている。
このようなソフトを用いると非常に易しくブーストの設定をこなすことができる反面、特に過剰電圧によるダメージについて無関心になりがちな面は注意したい。どのような手法を用いたとしても、カツ入れによるダメージはメーカーでも販売店でもなく、本人であることを忘れてはならない。

## カツ入れに起因する寿命の低下
半導体やその他の部品に、定格より高い電圧を与えて使うことは、本来想定されている寿命よりも早く寿命が来てしまう。
諸説あるが、正しい条件のもとではCPUやメモリは15年以上使えるといわれている。仮にカツ入れによって寿命が3分の1に低下したとしても5年であり、少なくともこのような行為に興味を持つ利用者にとっては十分に長い期間と考えられている。そのためカツ入れに起因する寿命の低下にはほとんど関心が持たれていない。
しかし、その他の受動部品、特にコンデンサの寿命は、使用条件によっては短くなる。たとえば、同じメーカー・同じ容量のコンデンサでも、85℃品と105℃品を使う場合では寿命がかなり違ってくる上、電解コンデンサを使うか、固体高分子コンデンサを使うかによっても大きく寿命が違ってくる。そして、カツ入れを行うということは、マザーボード各部のコンデンサに、設計者が想定している環境よりも高サイクル・高電圧・大電流・高発熱といった、加速試験寸前の過大な負荷をかけることになる。特に、アルミ電解コンデンサを使っている場合には、開封・液漏れによる発煙故障の原因になりうる。